# Mesosaurus
Mesosaurus is een geslacht van uitgestorven reptielen uit het Vroeg-Perm. Mesosaurus en de andere leden van de familie Mesosauridae waren de eerste aquatische reptielen.
De reptielenfamilie waarin Mesosaurus is geplaatst, de mesosauriden, zijn volgens de huidige kennis het eerste Amniota, dat wil zeggen gewervelde landdieren die in principe onafhankelijk zijn van waterlichamen en terugkeren naar een bijna puur aquatische manier van leven - een ontwikkelingsrichting die vele andere lijnen van de amnioten volgden in de loop van de geschiedenis van de aarde (inclusief Sauropterygia, Thalattosauria, pinguïns, zeehonden). Ze zijn ook de enige secundaire aquatische Amniota van het Vroeg-Perm. Pas in het Laat-Perm, ongeveer 20 miljoen jaar na de mesosauriërs, verschenen enkele vertegenwoordigers van de Younginiformes (bijvoorbeeld Acerosodontosaurus en Hovasaurus), een mogelijk parafyletische groep vroege diapsiden, in het fossielenbestand in geologisch opzicht de op een na meest recente vorm.

## Kenmerken
Mesosaurus was een relatief klein, slank reptiel met een lengte van maximaal een meter en een gewicht van twintig kilogram. De meeste gevonden exemplaren zijn echter slechts ongeveer veertig centimeter lang. De kaken zijn erg smal en sterk verlengd, vergelijkbaar met de gavialen van vandaag. Ze zijn met een verscheidenheid aan naaldvormige en zeer lange tanden uitgerust, waarvan de uiteinden tijdens het leven relatief sterk naar buiten waren gericht, zodat de tanden schuin in de kaak stonden. De nek heeft twaalf wervels en is langwerpig, wat vermoedelijk de bewegingsvrijheid van het hoofd heeft vergroot. De neusgaten bevonden zich bovenaan de kop, zodat het dier kon ademen terwijl slechts een klein deel van de kop boven water was.

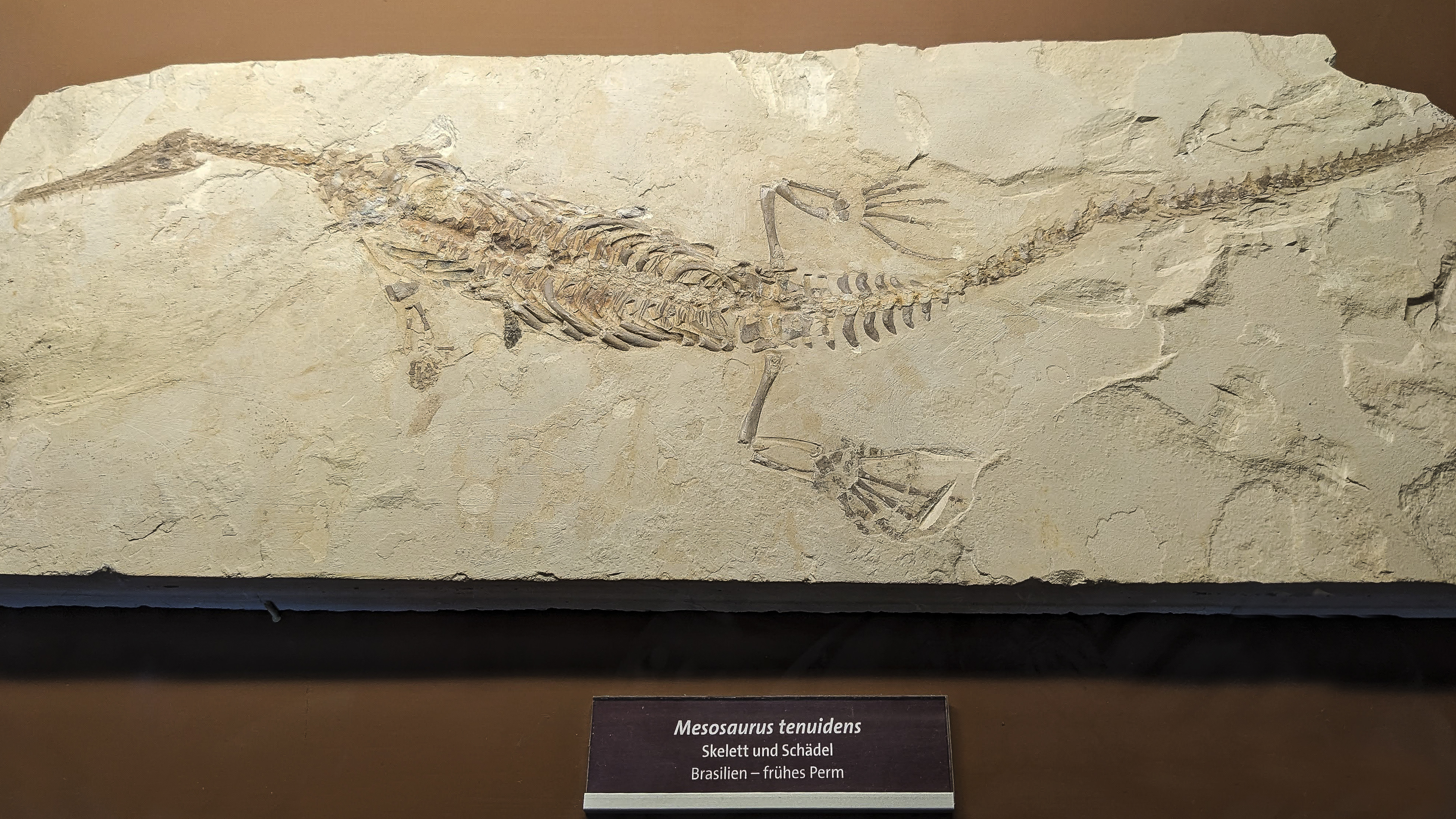
Mesosaurus tenuidens (Brazilië-Vroeg Perm) Naturhistorisches Museum Wenen

Als aanpassing aan de aquatische manier van leven hadden ze een afgeplatte roeistaart voor voortstuwing in het water, vergelijkbaar met wat de krokodillen van vandaag hebben. Omdat de ledematen niet in de eerste plaats werden gebruikt om de romp op het land te dragen, zoals het geval is bij landbewoners, zijn de botten in de hand- en voetwortels van de mesosauria enigszins verminderd. Bovendien zijn handen en voeten peddelvormig en zijn de voeten relatief groot en waarschijnlijk ook als aandrijving bedoeld. Waarschijnlijk zaten tussen de vingers en tenen zwemvliezen gespannen en waarschijnlijk vormden de zachte delen van de handen en voeten zelfs echte vinnen, vergelijkbaar met de huidige oorrobben.
De ribben zijn verdikt in vergelijking met landreptielen van vergelijkbare grootte, een variatie die pachyostose wordt genoemd. Pachyostose komt voor als een kenmerkend element in veel andere secundaire gewervelde waterdieren (vooral duidelijk bij de huidige zeekoeien). De dikkere en dus ook zwaardere botten verminderen het drijfvermogen in het water.
Veel uitgestorven en levende reptielengroepen worden gekenmerkt door karakteristieke openingen in de achterste boven- en zijkant van het schedeldak, zogenaamde temporaalvensters. Dergelijke temporale vensters werden ook al in de eerste helft van de twintigste eeuw in Mesosaurus beschreven. Uit later onderzoek bleek echter dat de schedelbotten van Mesosaurus erg dunwandig en kwetsbaar waren in dit gebied en dat eerdere observaties van temporale vensters waren gebaseerd op het feit dat deze dunwandige schedeldelen tijdens fossilisatie waren beschadigd, dus Mesosaurus had geen temporale vensters. Onlangs zijn echter afzonderlijke Mesosaurus-exemplaren beschreven waarvan wordt gezegd dat ze een temporaal venster hebben.

## Leefwijze

### Voeding
Mesosaurus was een jager die zijn prooi actief achtervolgde in open water, vergelijkbaar met het jachtgedrag van de huidige zeehonden of tandwalvissen. De naaldvormige tanden werden waarschijnlijk niet gebruikt om prooidieren te doorboren, maar eerder als een valapparaat voor het vangen van kleine, vrij zwevende schaaldieren en vissen, die in de mond werden gehouden toen het dier de kaken sloot en het water uit de mond drukte tussen de in elkaar grijpende tanden. Coprolieten en maaginhoud van Mesosaurus laten zien dat het hoofdvoer van Mesosaurus waarschijnlijk bestond uit krillachtige kleine krabben uit de uitgestorven familie Notocarididae, maar ook kannibalisme was aan de orde.

### Voortplanting
Een heel klein Mesosaurus-individu met een grotendeels verbeend skelet dat werd ontdekt in de ribbenkast van een volgroeid dier vertoont geen tekenen van maagzuurgerelateerde symptomen. Daarom is het waarschijnlijk een embryo resp. foetus in de baarmoeder. Dit zou leiden tot de conclusie dat Mesosaurus, net als sommige mariene reptielen uit het Mesozoïcum, levendbarend was. Het is echter niet minder waarschijnlijk dat hij eieren op het strand heeft gelegd, net als de huidige zeeschildpadden dit doen. In tegenstelling tot de schildpadden was het Mesosaurus-embryo al relatief goed ontwikkeld ten tijde van het leggen van eieren, dus het was al grotendeels uitgebroed in het moederdier (zogenaamde ovoviviparie). Omdat deze eieren vrij groot waren in vergelijking met het volwassen dier, kon een vrouwtje slechts een of twee eieren dragen, wat de reden is dat slechts een paar nakomelingen het gevolg waren van een reproductieve cyclus. Daarom kan niet worden uitgesloten dat Mesosaurus zoiets als broedzorg heeft gedaan om de overlevingskansen van deze paar nakomelingen te verbeteren.

## Verspreiding
Belangrijk is de geografische verspreiding van Mesosaurus. De fossielen komen in het zuiden van Afrika voor in de Whitehill-formatie van het Karoo-systeem en de Huab-formatie in noordelijk Namibië en in Brazilië en Uruguay voornamelijk in de Irati- en Mangrullo-formaties van het Paraná-bekken. De fossielen dateren uit het Vroeg-Perm. Ze komen in deze lagen overvloedig voor, meestal in de vorm van gehele of gedeeltelijke, afgeplatte skeletten. De formaties bestaan uit donkere kleistenen. De skeletten van Mesosaurus zijn in deze klei tot een zeer zacht materiaal getransformeerd en zijn vaak al grotendeels verweerd, zodat alleen indrukken in de rots achterblijven. Sommige delen van de Irati-formatie (Assistência-subformatie) bestaan uit geelachtig witte kalksteen. In deze kalkstenen is het fossielenbestand van het beenderstof aanzienlijk beter. Niet Mesosaurus, maar de twee andere Mesosaurus-geslachten Stereosternum en Brazilosaurus zijn typische vertegenwoordigers van de kalksteenfazies. De klei en kalkstenen van de Whitehill-, Huab-, Irati- en Mangrullo-formaties zijn afzettingen van een uitgestrekt meer of binnenzee (Mesosauruszee), waarbij de kalkstenen ondiepe wateren nabij de kust en de kleistenen diepere wateren ver van de kust vertegenwoordigen.
Omdat de dieren vrijwel zeker slechts in ondiep water leefden, betekent dit dat in die tijd deze continenten nog aan elkaar vast zaten als onderdeel van het supercontinent Gondwana, en de zuidelijke Atlantische Oceaan nog niet bestond.

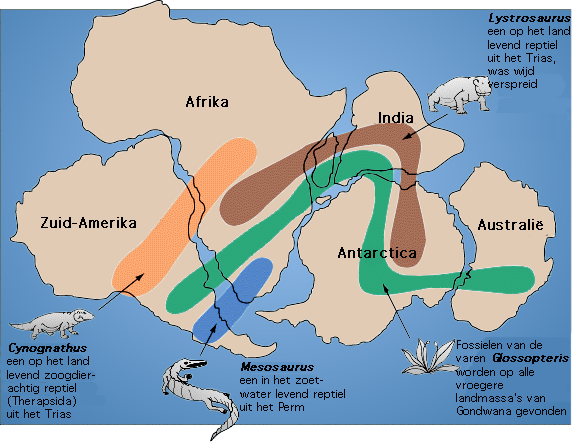
Verspreiding Mesosaurus (blauw) op het supercontinent Gondwana

## Classificatie
Vanwege verschillende interpretaties van de schedelstructuur met betrekking tot de aanwezigheid van schedelvensters, werd Mesosaurus in de 20e eeuw voor het eerst beschreven als een diapsida en dus als een familielid van de meeste tegenwoordig levende reptielen en dinosauriërs, dan als een synapside en dus als een ver familielid van zoogdieren en meer recentelijk als een anapsida (zie klassiek concept van Anapsida volgens Caroll, 1988). De laatste groep en het onderliggende classificatieconcept geven echter niet correct het feitelijke verloop van de evolutie weer en dus zijn de feitelijke verwantschapsrelaties van de amniota of het belang van het ontbreken van tempelopeningen voor de systematiek van de amniota afgenomen. Recente, cladistische studies hebben aangetoond dat Mesosaurus blijkbaar verwant is aan een aantal andere, meestal permiaanse en nu volledig uitgestorven reptielen, die, inclusief de mesosauriden, parareptielen worden genoemd. De overeenkomsten in lichaamsstructuur die Mesosaurus heeft als gevolg van zijn aquatische levensstijl met zowel uitgestorven als nog levende aquatische reptielen, zoals de Thalattosaurus en krokodillen, zijn het resultaat van een convergente evolutie.
De naaste familieleden van Mesosaurus zijn de andere geslachten in de Mesosauridae-familie: Brazilosaurus en Stereosternum. Van Mesosaurus zelf werden twee soorten beschreven: M. tenuidens en M. brasiliensis. Een derde soort, M. capensis, werd oorspronkelijk beschreven als een vertegenwoordiger van zijn eigen geslacht Ditrochosaurus. Tegenwoordig worden M. (= 'Ditrochosaurus') capensis en M. brasiliensis beschouwd als jongere synoniemen van M. tenuidens. In sommige gevallen wordt Stereosternum tumidum, de enige soort in dit geslacht, ook beschouwd als een Mesosaurus-soort. Het holotype van de soort Mesosaurus tenuidens, die op zijn beurt een typesoort van het geslacht Mesosaurus is, werd in de jaren 1840 ontwikkeld in Griqualand (het was hoogstwaarschijnlijk Griqualand West - vandaag een deel van de Noordkaap provincie van Zuid-Afrika) door de broer van de Franse natuuronderzoeker Édouard Verreaux ontdekt in een griqua-hut. Volgens hem diende de stenen plaat met het fossiel de bewoners als deksel voor hun kookpot.

## Mesosaurusen de plaattektoniek
De verspreiding van het geslacht Mesosaurus in de regio's aan beide zijden van de zuidelijke Atlantische Oceaan van oostelijk Zuid-Amerika en Zuid-Afrika, die tegenwoordig worden gescheiden door duizenden kilometers open oceaan, was al bekend bij de Duitse wetenschapper Alfred Wegener. Het diende hem als een belangrijk argument ter ondersteuning van de theorie van de continentale verschuiving die hij in 1915 had opgesteld. De verspreiding van de Mesosaurus-fossielen aan beide zijden van de Atlantische Oceaan en de gelijkenis van de rotsen die ze bevatten, zijn een duidelijke indicatie dat tijdens de levensduur van Mesosaurus Afrika en Zuid-Amerika verenigd waren in het primaire continent van Gondwana. Gondwana brak pas uit elkaar na het uitsterven van de Mesosaurus door de bewegingen van de lithosferische platen, veroorzaakt door de mechanismen van de platentektoniek. Sindsdien zijn Afrika en Zuid-Amerika uit elkaar gedreven.

## Etymologie
De naam Mesosaurus bestaat uit de oude Griekse woorden μέσος mésos 'medium' en σαῦρος sauros 'hagedis', wat zoiets betekent als 'middelgrote hagedis'. De naam werd bedacht in 1865 door de Franse natuurwetenschapper Paul Gervais, die daarmee wilde uitdrukken dat hij individuele kenmerken van het skelet van Mesosaurus in talloze fossielen aantrof, evenals recente reptielen die toen al bekend waren en dat het geslacht daarom een tussenpositie inneemt.